# Niilo Tarvajärvi

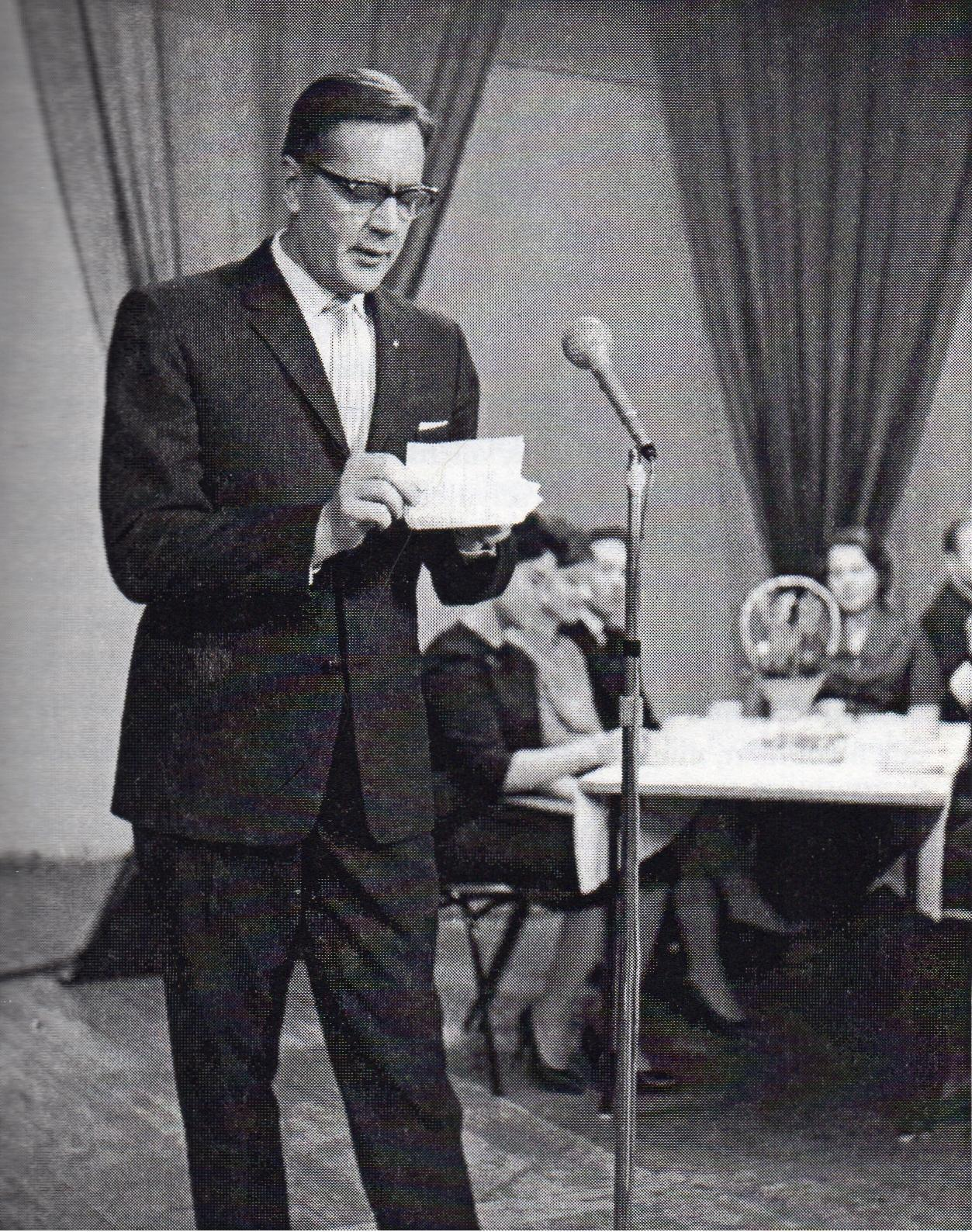
Niilo Tarvajärvi (1960).

Niilo Einar Tarvajärvi, född 6 december 1914 i Esbo, död 25 augusti 2002 i Helsingfors, var en finländsk programledare. 
Tarvajärvi gick 1939 ut i kriget från Kadettskolan och tjänstgjorde fram till 1950 som officer i försvarsmakten (major i reserven 1967). Han arbetade 1950–1957 för radion bland annat med underhållning och kom 1958 till televisionen (Yle). Han gjorde 1960–1970 program för MTV, ofta sådana som understödde något gott syfte. Han var ledamot av Finlands riksdag för Samlingspartiet 1970–1972 och underhållningsredaktör vid Yle 1974–1976. Han arbetade energiskt för att åstadkomma ett kommersiellt hemvist för jultomten, det så kallade Jullandet, någonstans vid polcirkeln (Santa Park). Han utgav 1989 memoarer under titeln Satu maista.